# ドン・キホーテ放火事件
ドン・キホーテ放火事件（ドン・キホーテほうかじけん）は、2004年（平成16年）12月13日と12月15日にディスカウントストア、ドン・キホーテの埼玉県さいたま市内の店舗で相次いで発生した、一連の放火事件（2店舗で3回）。
特に浦和花月店では、店員3人が焼死、8名が負傷する惨事（放火殺人）となり、マスコミ報道では、特に同店の放火火災について取り上げられた。
なお、被疑者の逮捕後に、「同市内のサティとイトーヨーカドーへの放火（合計4件）も同一犯である」と判明した。

## 概要
本項で扱う一連の事件は、以下の通り。ドン・キホーテの店舗については、それぞれの節を参照。日付を省略しているものは、直上の日付と同一。なお、事件の関連性については、逮捕後に判明。
1. 2004年（平成16年）12月13日18時50分頃、さいたま市浦和区のGMS北浦和サティ（現：イオン北浦和店）での放火。トイレでトイレットペーパーに放火し、小火が発生[8]。
2. 19時20分頃、上記店舗のトイレで2回目の放火（小火）[8]。
3. 20時50分頃、ドン・キホーテ浦和花月店の寝具売場で放火。店舗は全焼し、アルバイト店員3名が焼死、8名が負傷。#浦和花月店（12月13日）を参照。
4. 23時頃、見沼区のドン・キホーテ大宮大和田店で衣料品に放火（小火）。#大宮大和田店（12月13日）を参照。
5. 12月15日15時頃、ドン・キホーテ大宮大和田店で、同一犯が再び放火。店員の制止を振り切り逃走、重要参考人・被疑者として浮上し、22時過ぎに逮捕された。#大宮大和田店（12月15日）、#被疑者の逮捕を参照。
6. 17時45分頃、さいたま市大宮区のイトーヨーカドー大宮店（現：コクーン3）のトイレでの放火（小火）[9]。
7. 18時50分頃に、北浦和サティにて、13日と同様の放火[9]。

### 浦和花月店（12月13日）

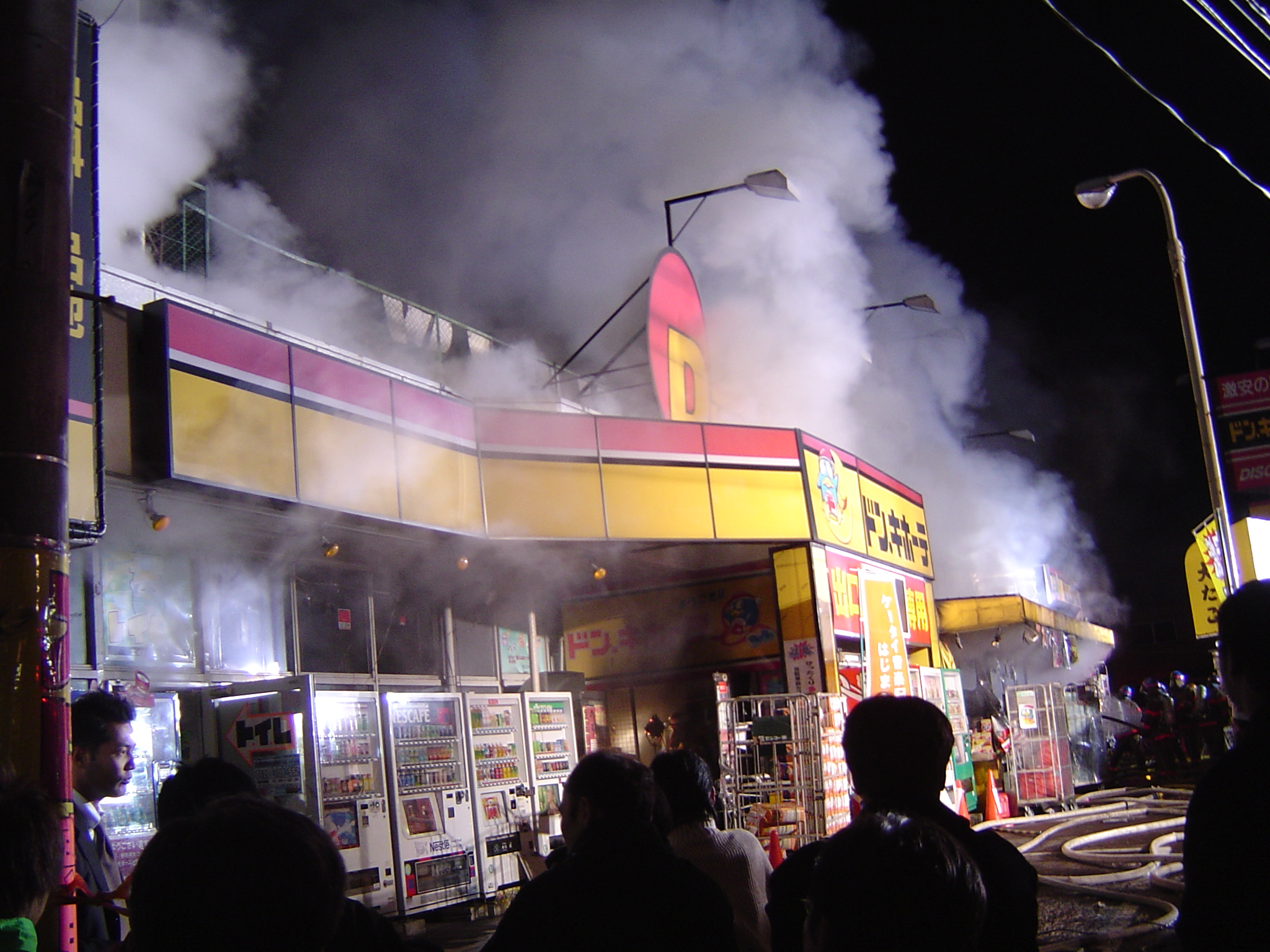
ドン・キホーテ浦和花月店放火の様子

2004年（平成16年）12月13日20時50分頃、さいたま市緑区の「ドン・キホーテ浦和花月店」の寝具売場で放火が発生。犯人は着火を確認後、ただちに逃走したとされる。着火地点が入口から遠ざかった場所であり、避難経路の策定など防火体制の不備や、ドン・キホーテの特徴である「圧縮陳列」での商品への燃え移り（延焼）が災いし、店舗は全焼。一度は店内から脱出したものの、「来店客が逃げ遅れていないか」の確認のため、再突入を行った3人のアルバイト店員が、店内から再脱出できず焼死。3人とも同じ場所で炭化した状態で発見された。ドン・キホーテの社長は被害者の立場ではあったものの、「なぜ店員に再突入を行わせて、被害を拡大させたのか」、「圧縮陳列に問題は無かったのか」等の経営責任や、同店の営業再開に含みを持たせた曖昧な対応について、マスコミ各社から追及を受けることとなった（詳細はドン・キホーテ (企業)を参照）。
なお、同店は、国道463号（本線）と埼玉県道1号さいたま川口線（支線）が交差する花月交差点の傍にあった（2件目の大宮大和田店との経路に関係している）。

### 大宮大和田店（12月13日）
同日23時頃、見沼区の「ドン・キホーテ大宮大和田店」で衣料品に放火が発生。店員の発見が早期であったため小火に留まったが、犯人は逃走。
なお、浦和花月店からは、縦貫する埼玉県道1号支線を経て、埼玉県道1号本線である第二産業道路区間を北上し、大和田交差点で左折した埼玉県道2号さいたま春日部線（旧国道16号）沿い、距離にして約10キロメートル以内に位置する。

### 大宮大和田店（12月15日）
12月15日15時頃、ドン・キホーテ大宮大和田店（前回の事件を受け、警備体制を強化していた）で、同一犯が再び放火。40歳代の女が避難騒動に乗じて買い物かご単体（800円相当）を店外に持ち出し、店員の制止を振り切りマイカーで逃走、自宅に持ち帰った。この女が放火の重要参考人・被疑者として浮上し、同日22時過ぎに逮捕された。

## 被疑者の逮捕
12月15日15時頃に再び放火した際、「ドン・キホーテ大宮大和田店から、買い物かご単体（800円相当）を自宅に持ち帰った」として、埼玉県警察は窃盗容疑で、40歳代の元看護師で無職の女であるN･Wを放火事件の重要参考人とした。捜査員がさいたま市中央区の自宅駐車場で発見するが、Wは一時、車内に立て籠もった。同日午後10時過ぎに、埼玉県警はWを窃盗容疑で逮捕した。なお、Wは逮捕直後、窃盗・放火いずれの容疑も否認していた（別件逮捕）。
捜査の過程で、ドン・キホーテの放火では、ガソリンスタンドで購入した灯油を、店内の売り物である織物（寝具・衣料品）に染みこませて着火していたことが明らかになった。
Wは、放火前の11月18日にも同店で金槌を用いてショーケースを破壊してボストンバッグなどを盗んだ容疑で逮捕歴があった。しかし、精神疾患での通院歴があり、簡易精神鑑定で心神衰弱による責任能力無しと判断され起訴猶予処分となり12月8日に釈放されていた。
警察の取調べでは、Wは放火容疑について否認を続けたが、2005年4月23日に7件の放火容疑を認め、現住建造物等放火、現住建造物等放火未遂などの容疑で再逮捕された。しかし、同月25日に一転して容疑を否認し、「裁判においても否認する」と、接見した弁護士に話したとされる。
5月13日、さいたま地方検察庁はWを浦和花月店での放火事件に対する現住建造物等放火などの罪で追起訴した。なお、殺人罪での起訴について、さいたま地検は「現時点では、殺意があったと認めるに足りる証拠がなく、殺人罪での立件は困難だ」と述べ、殺人罪での起訴が困難であることを示唆した。

## 刑事裁判

### 第一審
2005年（平成17年）3月28日、さいたま地方裁判所（福崎伸一郎裁判長）で一連の放火事件のうち、大宮大和田店での放火事件に対する初公判が開かれ、罪状認否で被告人Wは「火事に驚いて逃げるのに夢中だった。ものを盗むつもりはなかった。店に火を付けていない」などと述べて起訴事実を全面的に否認した。なお、この公判では検察官は「準備が整っていない」として冒頭陳述を見送っている。
2005年（平成17年）7月25日、さいたま地裁（福崎伸一郎裁判長）で一連の放火事件のうち、浦和花月店での放火事件に対する罪状認否が行われ、Wは「火を付けたことはありません」と起訴内容を全面的に否認、無罪を主張した。冒頭陳述で検察官は、犯行動機について「交際していた男性に避けられ、うっぷんがたまっていた。火事で万引もできると思った」と述べた。
2007年（平成19年）1月19日、論告求刑公判が開かれ、検察官は「好きな男性に会えないうっぷんを晴らし、騒ぎに乗じて商品を窃取したいとも考えて短期間に七件の放火を行った。灯油を染みこませたティッシュを持っていくなど計画性も認められる。事件前に投与されていた抗うつ剤の影響はなかった。3人が死亡したことを知りながらさらに犯行に及んでおり、極めて悪質」としてWに無期懲役を求刑した。
論告で検察官は「W被告が立ち寄った先でことごとく放火事件が発生しており、目撃証言や防犯ビデオからW被告の犯行と認められる」としてWの犯人性が認められると主張した。この日は浦和花月店の放火事件で亡くなった従業員の遺族4人の意見陳述も併せて行われ、いずれの遺族もWに対して極刑を求めた。
2007年（[平成19年）3月23日、さいたま地裁（飯田喜信裁判長）で判決公判が開かれ、裁判長は「短絡的かつ身勝手極まりない動機に酌量の余地は全くない」としてWに検察官の求刑通り無期懲役の判決を言い渡した。弁護人は判決を不服として即日控訴した。

### 控訴審
2008年（平成20年）5月15日、東京高等裁判所（永井敏雄裁判長）は「交際相手の男性と会えないうっぷんを晴らすための犯行で、動機に酌むべきものはない」として一審・さいたま地裁の無期懲役の判決を支持、弁護人の控訴を棄却した。弁護人は判決を不服として上告した。

### 上告審・最高裁第二小法廷
2008年（平成20年）11月17日、最高裁判所第二小法廷（古田佑紀裁判長）は弁護人の上告を棄却する決定を出したため、Wに対する無期懲役の判決が確定した。

## 民事裁判
2007年（平成19年）12月12日、従業員の遺族は「さいたま市消防局の怠慢により死亡した」としてさいたま市に対し、慰謝料など1億9000万円の損害賠償訴訟を提訴した。
2010年（平成22年）5月28日、さいたま地裁（片野悟好裁判長）は「職員の通報への対応は一般的な手順に沿ったもので、従業員らの死との間に因果関係はない」として原告の請求を棄却した。原告は判決を不服として控訴した。
2011年（平成23年）3月1日、東京高裁で和解が成立した。和解の内容は、
1. さいたま市は、この件の賠償義務を負わない[33]
2. さいたま市消防職員が、119番を聞き取るメモ用紙に『通報者の身の危険を感じた場合には早期に避難を促す』との趣旨の文言を印刷する[33]

など、火災の教訓を生かして適切に対応することを、遺族との間で確認した。

## 模倣犯
被疑者逮捕後の2004年12月中に、模倣犯と思われる以下の放火事件が発生。これらの被疑者逮捕についての報道は2011年6月時点でも無く、未解決のまま公訴時効成立となった。現住建造物等放火罪で捜査が行われている場合の公訴時効は当時15年だった。
- 12月16日に、旧:大宮ロフト（旧:西武百貨店大宮店、2013年4月24日閉店）で、女子トイレのゴミ箱の中身が燃える小火が発生。

- 12月16日に、ドン・キホーテ千葉中央店で、1階北側に隣接して設置された女性客用トイレ内で、予備のトイレットペーパーが燃える小火が発生[34]。

- 12月下旬に、ドン・キホーテ環八世田谷店で放火事件が発生[35]。防犯カメラの記録により、男の犯行と断定される[35]。

## 詐欺事件
2009年1月から翌2010年10月にかけて、この事件の被害者遺族に対する対応費用と偽り部下に架空のコンサルタント料名目の仮払い申請書を作成させるなどの行為を経て会社から3100万円を詐取し詐欺罪に問われた当時50歳の元ドン・キホーテ常務の男が逮捕されており、2011年10月31日に東京地裁により懲役3年6か月の実刑判決を言い渡された。

## 店舗のその後
浦和花月店
放火後、焼け焦げて一部半壊した建物に、ブルーシートを被せた状態が続いていたが、捜査の進捗で警察官や警備員の警備が解けると、侵入防止用の警報装置が装備され無人となった。
事件直後は「営業休止扱い」とし、営業再開に含みを持たせていたが、2005年10月に解体されて更地となった。
その後、跡地には当地からほど近い場所で営業していたサンドラッグ浦和花月店が新築移転し、2006年2月から営業している。
- なお、元々はスーパーマーケットのマルエツ中尾店（1981年4月17日開店、1998年または1999年閉店）で、1999年4月1日にドン・キホーテ浦和花月店として居抜き出店した。テレビ朝日などでは開店当時の取材映像を保有しており、事件時に報道ステーションなど報道番組でその素材を交えながら放送していた。

2010年5月1日に、ドン・キホーテグループの長崎屋浦和店を転換（改装のみ）する形で、MEGAドン・キホーテ浦和原山店として新規開店した（店舗の移転による事実上の再建）。
- 長崎屋浦和店は、同じ国道463号沿いで、400メートル程西（浦和駅方向）に離れた所で、1984年から営業していた。

2010年5月19日に、浦和原山店の駐車場入り口に、事件の慰霊碑が建てられた（殉職した3人の店員の遺族の希望）。
大宮大和田店
営業を継続したが、2010年にドン・キホーテグループのドイトによるDIY用品・ホームセンターのタウンドイトへ転換され、タウンドイト大宮大和田店として営業したが、2012年8月12日で閉店。現在は倉庫となっている。